# Dimitrie Tomozei
Dimitrie Tomozei (n. 2 decembrie 1915, Galbeni, Bacău – d. 11 decembrie 1965, Ploiești) a fost un inginer – Director General al Uzinei „1 Mai” Ploiești și deputat în Sfatul Popular al orașului Ploiești, ucis în incinta uzinei pe care o conducea în împrejurări neelucidate, posibil aflate în relație cu activitatea organelor de Securitate.

## Date biografice
Dimitrie Tomozei – licențiat al Institutului Politehnic Cluj, Facultatea de Mecanică - Secția Tehnologia Construcțiilor de Mașini, s-a făcut remarcat ocupând următoarele funcții:
- Director tehnic la Uzina Mecanica Cugir[4] după 1944
- Director tehnic din 1958 și director general din 1964 al Uzinei „1 Mai” Ploiești[5][6]
- Deputat în Sfatul popular al orașului Ploiești[7] și președinte al Clubului Sportiv „Prahova”[8] din anul 1965

Perioada mandatului său de director al Uzinei „1 Mai” s-a suprapus uneia în care aceasta a cunoscut o puternică dezvoltare, producția industrială – dominată de tehnologia sovietică – învechită, fiind reorientată pe baze naționale moderne. Ca urmare a dotării cu mașini-unelte și agregate de proveniență străină, sub conducerea sa colectivul uzinei a proiectat și realizat noi echipamente și instalații de foraj cu caracteristici tehnice evoluate. Astfel:
- în anul 1964 instalația de foraj „3 DH 200” a atins cea mai mare adâncime din România acelei perioade (5018 m la Sonda 909)[4][6]
- uzina a primit în 1964 medalia de aur, la Târgul internațional din Leipzig[5] cu echipamentul de foraj „3DH-200A”[4][6]
- secțiile uzinei au construit cupola pavilionului central din Complexul expozițional Romexpo București[4][9], împreună cu institututele politehnice din București și Timișoara.[4]

## Decesul
În data de 11 decembrie 1965, sâmbătă (în jurul orelor 19.30 – 20.00), inginerul a fost găsit mort în incinta Uzinei „1 Mai” Ploiești în apropierea tunelului ce trece pe sub calea ferată spre vechea întreprindere „Unirea”. În urma autopsiilor succesiv efectuate și a expertizei medico legale finale, medicul anatomo-patolog a concluzionat ca decedatul a fost ucis, moartea sa fiind una violentă. Împrejurările morții sale nu sunt clare, existând posibilitatea reală ca aceasta să se datoreze Departamentului Securității Statului din România.

## In memoriam
Peste ani, scriitorul Ion Lăncrănjan îi va dedica lui Tomozei, după dispariția acestuia, capitolul intitulat Dincolo de aparențe din romanul sau „Caloianul” (portret creionat sub numele de Romulus Leanc). De asemenea, în anul 2018 a fost publicată sub semnătura inginerului Alin Tomozei (nepot al lui Dimitrie Tomozei) cartea 1965 - Crima care a zguduit Ploieștiul, care încearcă să clarifice circumstanțele dispariției lui Dimitrie Tomozei.